# Supergirl
Supergirl è il nome di diversi personaggi dei fumetti statunitensi pubblicati da DC Comics. Sono supereroine generalmente considerate la controparte femminile di Superman. La prima Supergirl è apparsa su Superman n. 123 (1958) e fu creata dallo scrittore Otto Binder e dal disegnatore Al Plastino. Binder ha anche creato le controparti femminili di Capitan Marvel (Mary Marvel) e di Capitan America (Miss America).
A causa di qualche discordanza di continuity, durante gli anni sono apparse molte versioni differenti di Supergirl; ciononostante, l'incarnazione più conosciuta è Kara Zor-El, cugina di Superman, inviata anch'essa sulla Terra quando il loro pianeta natale Krypton esplose. Come suo cugino, Kara può volare e possiede varie capacità superumane.
Nel 1985, la miniserie Crisi sulle Terre infinite ha presentato la morte di Supergirl e ha dato il via a un tentativo di riordinare la continuity dell'universo DC con un radicale reboot, nel quale Superman era l'unico sopravvissuto del suo pianeta. Questo diede il via all'introduzione nei successivi vent'anni di numerose incarnazioni di Supergirl, nessuna delle quali era cugina di Superman, fino all'introduzione nel 2004 di Kara Zor-El nella serie Superman/Batman scritta da Jeph Loeb, con delle origini simili a quelle della Silver Age. Viene scoperta da Batman nella baia di Gotham City all'interno di una navicella spaziale.
Nella classifica stilata nel 2011 da IGN, si è posizionata al 94º posto come più grande eroina della storia dei fumetti, dopo Donna Troy e prima di Savage Dragon,

## Altri media
- Nel 1984 Helen Slater ha interpretato Supergirl sul grande schermo nel film Supergirl - La ragazza d'acciaio.
- Supergirl è apparsa anche nelle serie animate Superman e Justice League Unlimited.
- Dalla settima stagione della serie televisiva Smallville il personaggio, interpretato da Laura Vandervoort, entra a far parte del cast di personaggi fissi. Viene chiamata Kara, ha tutti i superpoteri della versione fumettistica ed è la cugina di Clark[1]. Unica differenza che viene risvegliata non da Batman ma dall'esplosione della diga causata da Bizzarro. Compare anche nelle altre serie.
- Nel settembre 2014 la CBS ha ordinato la produzione della serie televisiva Supergirl con protagonista Kara Zor-El.[2] La protagonista è interpretata da Melissa Benoist.[3] La serie è prodotta da Greg Berlanti e Ali Adler, e fa parte dell'adattamento televisivo dell'universo DC di cui fanno parte anche The Flash, Arrow e Legends of Tomorrow, ma è solo in parte integrato con il cosiddetto Arrowverse, poiché è ambientata in una delle Terre parallele del multiverso (Terra-38) rispetto alle altre serie. Ciò malgrado Supergirl ha preso parte al crossover Invasione!, apparendo in tutti gli episodi coinvolti.